# Noc królowej żądzy
Noc królowej żądzy – debiutancki album studyjny polskiego zespołu thrashmetalowego – Destroyers wydany w 1989 roku. Muzyka na nim zawarta to szybki, agresywny metal, którym charakteryzowały się polskie zespoły tego nurtu z końca lat 80., np. Turbo z okresu Ostatniego wojownika, Wilczy Pająk, Stos, Kat. Album został nagrany w warszawskim Exodus Studio, zaś jego wydawcą został Tonpress.

## Lista utworów
1. „Intro” – 0:39
2. „Straszliwa Klątwa” – 3:37
3. „Zew Krwi” – 3:49
4. „Caryca Katarzyna” – 6:37
5. „Wino i Sex” – 3:14
6. „Noc królowej żądzy” – 4:50
7. „Królestwo Zła” – 4:26
8. „Świątynia Rozkoszy” – 4:20
9. „Źli” – 2:32
10. „Bastard (Syn Grzesznych Ciał)” – 4:03

## Twórcy
- Marek Łoza – śpiew, gitara basowa
- Adam Słomkowski – gitara
- Wojciech Zięba – perkusja

## Reedycja
10 listopada 2008 roku Metal Mind Productions wydał reedycję anglojęzycznej wersji Nocy Królowej Żądzy –  A Night of the Lusty Queen, jednak zawartość tego wydawnictwa jest inna. Na oficjalnej stronie Metal Mind Productions jest informacja, iż płyta jest wzbogacona o polskojęzyczne wersje utworów. Tymczasem niektóre albumy zawierają jedynie wersję polskojęzyczną płyty, bez utworów anglojęzycznych. Do reedycji dołączone są utwory bonusowe:
1. „Potępieniec” – 4:50
2. „Królestwo Zła” – 4:09
3. „Czarne Okręty” – 4:15
4. „Bastiony Śmierci” – 4:17
5. „Młot Na Świętą Inkwizycje” – 5:16
6. „Noc królowej żądzy” (live) – 5:14
7. „Młot Na Świętą Inkwizycje” (live) – 4:40
8. „Bastard” (live) – 3:42
9. „Krzyż i Miecz” (live) – 3:31